# Romsdal

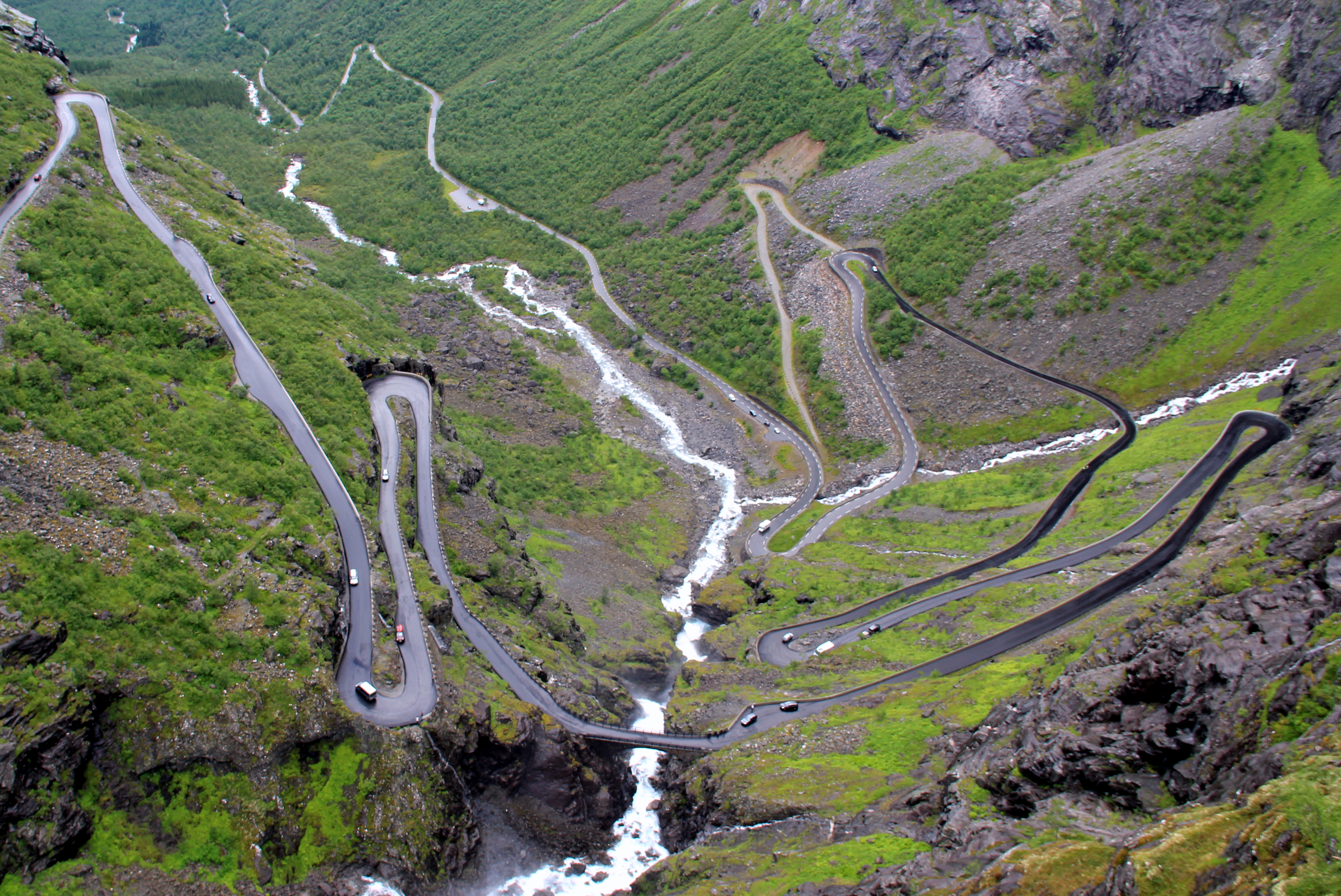
De beroemde Trollstigen ligt binnen het district Romsdal

Romsdal is een district in het midden van de Noorse provincie Møre og Romsdal. Binnen het district vallen acht gemeenten: Aukra, Fræna, Midsund, Molde, Nesset, Rauma, Sandøy en Vestnes. 